# Shoot to Thrill
Shoot to Thrill (с англ. — «Выстрелю, чтобы напугать») — песня австралийской хард-рок-группы AC/DC, второй трек на альбоме Back in Black; 16 апреля 2011 года была издана синглом с концертного альбома Live at River Plate. Эта песня также является вторым треком на AC/DC Live и включена в саундтрек к фильму «Железный человек 2».

## Участники записи
- Брайан Джонсон — лидер-вокал
- Ангус Янг — соло-гитара
- Малькольм Янг — ритм-гитара
- Клифф Уильямс — бас-гитара
- Фил Радд — ударные

## О песне
Брайан Джонсон объяснял, что на написание этой песни его вдохновила британская статья о местном наркоторговце. Он ежедневно ходил по окрестностям Лондона и продавал наркотики скучающим и одиноким домохозяйкам, которые затем посещали местные клубы и бары в поисках страстных внебрачных отношений.
Ангус Янг отмечал, что «срыв» в песне, который происходит вскоре после основного соло (приглушённая и повторяющаяся последовательность из трёх аккордов: трезвучие ля мажор, соль мажор и пауэр-аккорд ре), был вдохновлён кульминацией перестрелки из классического итальянского вестерна Серджио Леоне «Хороший, плохой, злой». В этой кульминационной сцене Клинт Иствуд, Ли Ван Клиф и Эли Уоллах в течение нескольких минут смотрят друг на друга в упор в центре кладбища времён Гражданской войны, готовясь к перестрелке. Янг сказал, что эта сцена в песне была задумана как отсылка к саундтреку «Il Triello» композитора Эннио Морриконе.

## Кавер-версии
Песня была записана группой Halestorm на их мини-альбом Reanimate 2.0: The Covers.

## Позиции в чартах
| Чарт (1981)            | Позиция |
| ---------------------- | ------- |
| Лучшие треки Billboard | 60      |
| Чарт (2012)            | Позиция |
| Горячие хиты Bilboard  | 75      |

## В массовой культуре
- Песня звучит в двух рекламных роликах для Call of Duty: Modern Warfare 3:
  - Рекламный ролик с участием Джона Хилла и Сэма Уортингтона.
  - Реклама внутриигровых кадров.
- Песня была использована в рекламе фильма Уилла Феррелла «Рики Бобби: Король дороги».
- Песня звучит в экранизации «Придурков из Хаззарда».
- Песня звучит в первом трейлере «Железного человека 2» и в начальных сценах фильма. Позже она звучит в фильме «Мстители» 2012 года в качестве фирменной темы Железного человека, когда он присоединяется к Капитану Америке в битве против Локи.